# Sara Canning
Sara Canning (sinh ngày 14 tháng 7 năm 1987) là một nữ diễn viên người Canada. Cô đóng vai chính trên phim truyền hình The CW tựa là The Vampire Diaries là Jenna Sommers, và diễn xuất trong các bộ phim năm 2009, Black Field. Cô đóng vai chính Dylan Weir trong loạt phim truyền hình Canada, Primeval: New World, và trên bộ phim về y của Global Remedy.

## Thời trẻ
Canning sinh ở Gander, Newfoundland, Canada, con gái của Wayne và Daphne Canning. Cô sinh sống ở Gander đến 11 tuổi sau đó chuyển đến Sherwood Park, gần Edmonton, Alberta. Cô thi đấu trượt patin lúc còn nhỏ và những năm đầu trưởng thành và trở nên quan tâm đến sân khấu khi là học sinh tại F.R. Haythorne Junior High. Canning đã diễn xuất trong nhiều vở kịch khi còn học trường phổ thông trung học cộng đồng Bev Facey, và diễn xuất trong các sô diễn tại sân khấu quê nhà tại Festival Place.
Canning thực hiện diễn xuất chuyên nghiệp đầu đời trong tác phẩm của George Orwell có tựa 1984 tại nhà hát Citadel ở Edmonton lúc 18 tuổi. Cô bắt đầu học nghệ thuật tổng hợp tại Đại học Alberta, và muốn theo nghề phóng viên. Vẫn còn ưa thích diễn xuất, cô đã bỏ học lúc 19 tuổi và đi đến Vancouver theo đuổi nghề diễn viên. Cô đã tốt nghiệp từ một chương trình diễn xuất dài 1 năm tại Trường điện ảnh Vancouver năm 2007.